# 小行星9664
小行星9664（9664 Brueghel）是一颗绕太阳运转的小行星，为主小行星带小行星。该小行星于1996年4月17日发现。

## 轨道参数
小行星9664的轨道半长轴为3.2007696 UA，离心率为0.108。